# Estación Polpaico
Polpaico es una estación ferroviaria ubicada en el pueblo del mismo nombre, en la comuna de Tiltil, Provincia de Chacabuco, Chile.

## Servicios
Entre 1863 y 1986 la estación fue parte del Ferrocarril Santiago-Valparaíso; luego del accidente ferroviario de Queronque de 1986, este servicio fue suprimido y la estación se encontró inactiva.
El 11 de mayo de 1991 la Empresa de los Ferrocarriles del Estado (EFE) inauguró un servicio de Metrotren entre Santiago y Tiltil, quedando la estación Polpaico habilitada para dicho servicio; debido a la poca demanda que registraba, la estación fue clausurada el 8 de marzo de 1992 y desde esta fecha la estación comenzó a ser desmantelada.
Hacia 2022 se encontraba en pie solamente los cimientos de los andenes y algunas ruinas de la cabina de movilización, que era utilizada como vivienda.